# 紅紋隆頭魚
紅紋隆頭魚，為隆头鱼属的一種，分布於東大西洋區，從挪威至塞內加爾海域，包括地中海，棲息深度2-200公尺，體長可達40公分，棲息在海草生長的礁石區，雄魚會築巢，通常成對或單獨活動，屬肉食性，以魚類、甲殼類及軟體動物為食，生活習性不明，可做為食用魚及觀賞魚。

## 擴展閱讀
維基物種上的相關：紅紋隆頭魚